# Bhagwan Sri Rajneesh
Rajneesh Chandra Mohan (Hindi: रजनीश चन्द्र मोहन जैन) (Kuchwada, 11 december 1931 – Poona, 19 januari 1990), gedurende de jaren 70 van de twintigste eeuw beter bekend als Bhagwan Shree Rajneesh en later als Osho, was een goeroe en de stichter en inspirator van een spirituele beweging (de Bhagwanbeweging) in India, de VS, Australië en Europa. In juni 1981 vertrok hij naar Amerika, maar hij werd na vier jaar gedwongen terug te keren naar India omdat hij problemen had met de justitie in de VS, meer specifiek met het immigratierecht.
Hij is onder meer bekend geworden als bezitter van 93 Rolls-Royces.
De eretitel Bhagwan stamt uit het Sanskriet en is voorbehouden aan mensen die tot zogenoemde zelf-realisatie zijn gekomen. Vaak wordt het vertaald met Heer. In Maharashtra is het een courante voornaam. Sri betekent in het Sanskriet verhoogde of verlichte.
In de zen-traditie is Oshō een benaming voor een spirituele meester.

## Levensloop

### Jeugd
Rajneesh Chandra Mohan werd op 11 december 1931 geboren in Kuchwada, een klein dorp in de staat Madhya Pradesh in India. Zijn ouders waren aanhangers van het jaïnisme. Bij zijn geboorte voorspelde een astroloog dat hij volgens zijn horoscoop rond zijn 7e, 14e en 21e levensjaar zou kunnen sterven. Tot zijn zevende jaar leefde hij bij zijn grootouders van moeders kant. Na de dood van zijn grootvader op zijn zevende jaar ging hij samen met zijn grootmoeder terug naar zijn ouders in Gadarwara. Zijn oma gaf hem steeds alle ruimte en respect, en verwachtte van andere mensen dezelfde opstelling. Zo groeide Rajneesh op, ongetemd en zorgeloos, pas na zijn zevende ging hij naar school. Dit laatste was mede bepalend voor zijn opvattingen over het opvoeden van kinderen.

Zowel rond zijn zevende (de dood van zijn grootvader van moeders kant) als rond zijn veertiende (hij informeerde toen de leraar dat hij een week weg zou blijven van school om in een tempel te mediteren en zo 'de dood uit te nodigen') had hij, volgens eigen zeggen, bijzondere ervaringen. Zo zou in de tempel een slang over hem heengekropen zijn zonder dat die hem iets deed.
Rajneesh verklaarde dat hij op 21 maart 1953, op 21-jarige leeftijd, de staat van verlichting bereikte, terwijl hij mediteerde onder een Maulsari-boom in een park in Jabalpur, waar hij in die tijd filosofie studeerde.
Vanaf 1957 doceerde hij filosofie aan de Sanskrit Universiteit in Jabalpur. Zijn controversiële ideeën over religie, politiek en seks leidden tot zijn ontslag in 1966. Daarna reisde hij rond, toespraken houdend tot wie luisteren wilde.

### Periode in Poona
In 1974 vertrok hij vanuit Bombay, waar hij enige jaren leefde, op de 21e verjaardag van zijn verlichtingservaring (21 maart) naar Poona en zo begon de periode die bij zijn sannyasins (volgelingen, discipelen) bekendstaat als Poona I, de periode voor het avontuur in Amerika. 
Het was in deze periode dat duizenden mensen uit vele westerse landen naar Poona reisden om enige tijd in de ashram door te brengen. Vooral vanaf 1979 werd het er zo druk dat ruimte buiten de ashram gehuurd moest worden om de vele therapiegroepen te kunnen blijven aanbieden. 
In maart 1981 hield de leraar op met spreken om begin juni 1981 naar Amerika te vertrekken.

### Periode in de Verenigde Staten
In 1981 ging Rajneesh naar de Verenigde Staten om betere medische verzorging te krijgen. Rajneesh leed aan diabetes en ernstige rugproblemen. Ook zou hij willen ontkomen aan een aanklacht wegens belastingontduiking in India.
Op zijn aanwijzing kochten zijn volgelingen voor 6 miljoen dollar een ranch in Wasco County (Oregon). Deze droeg voordien de naam "The Big Muddy", maar werd later omgedoopt tot Rajneeshpuram. Hier verbleven zij een aantal jaren. Net als in Poona gaf Bhagwan ook hier namen aan verschillende delen van de stad (toen aan de huizen in ashram, bijvoorbeeld Jezushuis en Krishnahuis). Zo werd het door de volgelingen zelf gecreëerde meer genoemd naar de 20e-eeuwse spirituele leraar en Bhagwans landgenoot Jiddu Krishnamurti, het 'Krishnamurti-lake'. Krishnamurti zou ooit in een vraaggesprek met de Nederlandse psychiater Jan Foudraine, in die tijd een leerling van Rajneesh, gezegd hebben dat 'The gentleman in Poona' slechts een ladder was (voor zijn volgelingen). Hijzelf zou een lift zijn geweest. Later reageerde Rajneesh hier weer op in een lezing door te melden dat (het zijn van) een ladder veel praktischer is, omdat die overal mee naartoe kan worden genomen, terwijl een lift vast zit in een gebouw.
Als gevolg van het bestemmingsplan ontstonden er moeilijkheden met de inwoners van Wasco County. Deze escaleerden zover, dat de aanhangers van Rajneesh (ook wel Rajneeshees genoemd) met zowat de hele staat overhoop lagen. De autocratische stijl van leidinggeven door Ma Anand Sheela zou daar ook aan hebben bijgedragen. Uitlatingen van deze woordvoerster voerden de spanning alleen maar verder op.
Rajneesh kondigde daarop aan dat hij niet meer zou spreken. In deze periode deden zijn volgelingen hem in totaal drieënnegentig Rolls-Royces cadeau. Dit luxueuze bezit werd door buitenstaanders vaak aangegrepen om de goeroe te bekritiseren. Rajneesh verklaarde dat de Rolls symbool stond voor zijn pleidooi voor zowel uiterlijke als innerlijke rijkdom. Tegelijk wilde hij met dit buitensporige aantal op een provocerende manier de spot drijven met de Amerikaanse obsessie voor (grote) auto's. "Zolang mensen vragen blijven stellen over Rolls-Royces en geen belangstelling tonen voor meditatie, voor het leven dat we hier leiden (..), zal ik doorgaan met ze uit te dagen."
De Rajneeshees wierven dakloze mensen van overal uit de Verenigde Staten om in Rajneeshpuram te gaan wonen. Dit werd gezien als een poging om via de stembus de macht in Wasco County over te nemen.
Ook werden zij in verband gebracht met een aantal salmonella-vergiftigingen in The Dalles in Oregon. Kort daarna werd Sheela uit haar functie ontheven en vertrok zij naar West-Duitsland.
In 1985 werd Rajneesh in North Carolina gearresteerd op beschuldiging de Verenigde Staten te willen ontvluchten nadat een federale jury in Portland (Oregon) op 23 oktober 1985 Rajneesh, Sheela, en zes andere volgelingen in staat van beschuldiging had gesteld ter zake van overtreding van de immigratiewet. Twee dagen later kwam een grand jury in Wasco County bovendien met aanklachten tegen Sheela en twee anderen wegens poging tot moord op Swami Devaraj, Bhagwans lijfarts. Op advies van zijn advocaten verzette Rajneesh zich niet tegen de aanklacht (de zogenaamde 'Alford plea') en hij kreeg een voorwaardelijke straf op voorwaarde dat hij de VS zou verlaten.
Hij keerde daarop terug naar India, waar hij op 19 januari 1990, ruim vier jaar na zijn arrestatie, overleed. Hij was 58 jaar oud. Zijn as wordt bewaard in een meditatiehal in zijn ashram in de Indiase stad Poona.
Wild, Wild Country, de Netflix-documentaireserie uit 2018 over Osho en de complexe gebeurtenissen in Oregon, werd over het algemeen positief ontvangen door het publiek en critici. De serie, die uit zes afleveringen bestaat, biedt een diepgaande blik op de opkomst en ondergang van de commune.
Osho Foundation International gaf als reactie: "Helaas slaagt de docuserie er niet in om de belangrijkste aspecten te onderzoeken en dus geen duidelijk verslag te doen van het echte verhaal achter het verhaal"; en dat de gebeurtenissen in Oregon deel uitmaakten van "een samenzwering van de Amerikaanse regering, vanuit het Witte Huis, gericht op het dwarsbomen van Osho's visie op een gemeenschap gebaseerd op leven in bewustzijn."

## Bhagwans visie
Volgens Bhagwan is ieder menselijk wezen een potentiële Boeddha met de mogelijkheid om verlichting te bereiken. Volgens hem is iedereen in staat om onvoorwaardelijke liefde te ervaren en het leven te beleven in plaats van te overleven. "Voor mij moet de mens niets afwijzen of onderdrukken wat hem gegeven is. Laat je innerlijke bloei op de eerste plaats komen."
In zijn boeken geeft hij aan dat het ego de meeste mensen in de weg zit. Het ego is volgens Bhagwan de sociale conditionering en de beperkingen die iemand zichzelf oplegt en die in het verleden zijn verzameld. De mens schept daardoor behoeften die in conflict zijn met zijn werkelijke aard.
Bhagwan ziet het denken als een overlevingsmechanisme, dat steeds terugkerende patronen schept die in het verleden een goed resultaat opleverden. Hierdoor leven veel mensen in het verleden, en vergeten ze in het moment te leven.
In plaats van het onderdrukken van behoeften, zo vond hij, zouden mensen onvoorwaardelijk zichzelf moeten vertrouwen en accepteren. "Ik aanvaard de mens zoals hij is - totaal, zonder iets af te wijzen. (..) De mens is een zaadje dat kan uitgroeien tot een geweldige boom, dat tot goddelijkheid kan uitgroeien."

## Meningen en uitspraken over Bhagwan
- Deepak Chopra, Indiaas schrijver: "These brilliant insights will benefit all those who yearn for experimental knowledge of the pure potentiality inherent in every human being."
- De veertiende dalai lama: "Osho is an enlightened master who is working with all possibilities to help humanity overcome a difficult phase in developing consciousness."
- Khushwant Singh, Indiaas journalist and schrijver: "Osho was the most original thinker that India has produced: the most erudite, the most clear-headed and the most innovative. And in addition he had an inborn gift of words, spoken and written. The likes of him will not be seen for decades to come. He has to be judged as a thinker, and as a thinker he will be judged amongst the giants."
- Tom Robbins, Amerikaans schrijver: "I have read enough of Osho's brilliant books to be convinced that he was the greatest spiritual teacher of the 20th century... He understood us better than we understand ourselves."
- James Coburn, Amerikaans acteur: "Osho's incredible taped discourse lectures and books have inspired me and millions of others on the path of selfevolution... He is like a great bell tolling, 'Awaken, Awaken, Awaken'!"
- Sam Harris, filosoof: "Osho always seemed like a genuinely insightful man who had much to teach, but who grew increasingly intoxicated by the power of his role, and then finally lost his mind in it. When you spend your days sniffing nitrous oxide, demanding fellatio at 45-minute intervals, making sacred gifts of your fingernail clippings, and shopping for your 94th Rolls Royce... you should probably know that you’ve wandered a step or two off the path."

## Citaten
Liefde is veel mysterieuzer dan het leven zelf, omdat het leven alles in zich heeft en nog iets meer, het is leven plus dood. En alleen zij die klaar zijn om te sterven zullen het leven van liefde kennen. Zij die bang zijn om te sterven zullen nooit het mysterie van de liefde binnengaan.
De politiek heeft geen toekomst; de politiek heeft alleen bestaan vanwege de neurose waarin de mensheid leeft. Als die neurose eenmaal verdwenen is, verdwijnt ook de politiek.